# Issah Abass
Issah Abass (ur. 26 września 1998) – ghański piłkarz grający na pozycji napastnika. Od 2018 roku zawodnik 1. FSV Mainz 05.

## Życiorys
Przed wyjazdem do Europy grał w Asokwie FC. Od 1 stycznia do 30 czerwca 2017 był wypożyczony do słoweńskiej Olimpii Lublana, po czym został przez nią wykupiony. W sezonie 2017/2018 zdobył wraz z tym klubem mistrzostwo i puchar kraju. 31 sierpnia 2018 odszedł za 2 miliony euro do niemieckiego 1. FSV Mainz 05.